# Городок художников
Городо́к худо́жников — архитектурный комплекс, объект культурного наследия (памятник истории и культуры) на северо-западе Москвы, на территории района Аэропорт Северного административного округа.

## История
По инициативе Горького и Грабаря бригадой АСНОВА в конце 1920-х годов был задуман архитектурный комплекс в виде огромного «корабля искусств», который должен был стать сосредоточением московской художественной среды, создать бытовые условия для графиков, скульпторов, живописцев и способствовать развитию молодого советского искусства.
Создание «Городка художников» началось в 1930 году постройкой 1-го производственного дома художников (корпус «Ж» по генплану) объёмом 25000 кубических метров на месте сгоревших павильонов кинофабрики «Межрабпомфильм» по соседству со стадионом «Динамо». Позже он получил адрес ул. Верхняя Масловка, д. 9.
В 1933 и 1934 годах началось строительство ещё двух корпусов: корпуса мастерских «А» и жилого «Б» соответственно. Позже они получили адреса ул. Верхняя Масловка, д. 1 и Петровско-Разумовская аллея, д. 2 соответственно.
В октябре 1934 года руководством МОССХа была утверждена Перспектива строительства, разработанная 2-й Проектной Мастерской МОССОВЕТа. По этой документации был составлен технический проект на корпус В объёмом 44500 кубических метров, а также на территории городка были вновь запроектированы корпуса мастерских и квартир («В», «Г», «Д», «И»), выставочное здание («Е»), ясли и клуб-столовая в виде пристройки к существующему корпусу «Ж». Последний предполагался заново оформить архитектурно. Планировалось, что общая площадь застройки (вместе с корпусами «А», «Б» и «Ж») будет 11760 квадратных метров с процентом застройки 27,03 %. Кубатура всего нового строительства (без учёта корпусов «А», «Б» и «Ж») — 246000 кубических метров. Предполагалось, что строительство корпуса «В» начнётся в 1935 году.
Четвёртый корпус был построен только после войны. В 1957 году были устранены последние недоделки, и здание получило адрес ул. Верхняя Масловка, д. 3. В том же году были предусмотрены лимиты на проведение проектных работ и подрядчик для выполнения строительно-монтажных работ для корпуса «Г».
Однако в связи с экономическими, политическими и организационными причинами дальнейшая реализация постройки Городка художников была приостановлена.
3 октября 2008 года мастерские в доме № 1 на улице Верхняя Масловка были опечатаны по инициативе пожарной инспекции. После принятых мер помещения вновь стали доступны для художников.
По распоряжению № 3058-РП Правительства Москвы от 25 декабря 2008 года архитектурный ансамбль Городок художников был отнесён к категории объектов культурного наследия (памятник истории и культуры) регионального значения.
Постановлением № 66-ПП Правительства Москвы от 16 марта 2011 года были утверждены границы территории объекта культурного наследия (памятника истории и культуры) регионального значения «Городок художников (с мастерскими и квартирами), 1930—1950-е гг., бригада АСНОВА, архитекторы Ю. Н. Герасимов, В. Ф. Кринский, Л. М. Лисенко, А. М. Рухлядев, инженер Ю. С. Рубинштейн»
.

## Ул. Верхняя Масловка, д. 9 (корпус «Ж» по генеральному плану)
Шестиэтажное здание, в котором квартиры соседствуют с мастерскими. В доме располагались клуб, общественная столовая, детский сад. Строился в период 1929—1932 гг. Архитектор Ю. Н. Герасимов.
В этом доме жили и работали художники и скульпторы: И. Э. Грабарь, А. Т. Матвеев, В. Е. Татлин, Е. Белашова, Б. В. Иогансон, П. А. Радимов, С. А. Чуйков, С. С. Алёшин, А. Г. Тышлер, Ф. С. Богородский, Е. А. Кацман, Е. А. Львов, С. Д. Тавасиев, В. Сергеев, Д. П. Шварц, Г. М. Шегаль, П. Покаржевский, К. М. Молчанов, С. М. Луппов, И. Д. Чашников, Н. Белянин, Н. И. Шестопалов, К. М. Максимов, Ф. К. Лехт, Е. Е. Ряжский, Е. А. Кибрик, Н. Коршунов, Л. Н. Соловьёв, К. Н. Корыгин, А. Немов, П. М. Шухмин, А. М. Каневский, Н. М. Никонов, П. А. Радимов, Ф. В. Викулов, Г. Г. Нисский, А. М. Нюренберг, П. В. Добролюбов.
В доме располагается мемориальная мастерская скульптора А. Т. Матвеева.
До 2009 года в доме располагалась библиотека Московского Союза Художников.

## Ул. Верхняя Масловка, д. 1 (корпус «А» по генеральному плану)
Семиэтажный дом с мастерскими художников. Архитекторы В. Ф. Кринский, А. М. Рухлядев.
В этом доме работали художники: В. А. Ватагин, С. В. Герасимов, И. Э. Грабарь, А. П. Кибальников, Н. И. Нисс-Гольдман, Г. А. Шульц и другие.

## Петровско-Разумовская аллея, д. 2 (корпус «Б» по генеральному плану)
Восьмиэтажный четырехподъездный кирпичный дом с квартирами художников. Построен в 1936 году. Архитекторы В. Ф. Кринский, А. М. Рухлядев.
В этом доме жили: В. А. Фаворский, В. А. Ватагин, Ю. И. Пименов, А. А. Пластов, Ф. П. Решетников, И. Э. Грабарь, В. Валев, А. Б. Иогансон, В. Е. Татлин, В. А. Сидур, Э. И. Неизвестный, Г. Н. Горелов и другие.

## Ул. Верхняя Масловка, д. 3 (корпус «В» по генеральному плану)
Двенадцатиэтажный жилой дом с мастерскими художников. Строился в период 1949—1954 гг.. Архитекторы В. Ф. Кринский, Л. М. Лисенко, инженер Ю. С. Рубинштейн.
Корпус «В» вплотную примыкает к корпусу «А», и составляет с ним одно архитектурное целое. В доме располагаются крупные мастерские с жилыми квартирами нормальной высоты. Жилые части сообщаются с мастерскими через внутренние лестницы, за исключением одного этажа, где полы находятся на одном уровне. Также присутствуют малые мастерских нормальной высоты с жилыми комнатами и небольшое число больших мастерских без квартир. Большие мастерские на первом этаже предназначены для скульпторов.
По проекту 1934 года на пьедесталах второго этажа, служащих одновременно разделяющими стенками для балконов, должны были располагаться скульптурные фигуры Леонардо да Винчи, Микеланджело, Рафаэля, Ван-дейка, Рембрандта и других известных художников.
В этом доме работали художники: Е. В. Белашова, Д. А. Дубинский, Е. А. Кибрик, Д. К. Мочальский, С. А. Чуйков, Ф. П. Решетников, А. В. Грубе, А. В. Кузнецова, И. И. Агаян и другие. Здесь жили народные художники СССР Гелий Коржев и Алексей Грицай, мемориальные доски которым вписаны в фасад дома в виде бронзового диптиха.
Сюда после Великой Отечественной войны из Малого Козихинского переулка переехала экспериментальная литографическая мастерская Московского Союза художников.
В здании располагается Детский сад № 2296 и действующая мастерская литографии ЛИТО. Мастерская литографии была в проекте дома изначально и называлась «Экспериментальная мастерская на Масловке».

## Упоминания
- «Дом на Масловке» — документальный фильм режиссёра Сергея Логинова (1990).
- «Вечера на Масловке близ Динамо» — двухтомник с воспоминаниями художника и реставратора Татьяны Васильевны Хвостенко, изданный в 2003 году.
- «На Верхней Масловке» — повесть Дины Рубиной. Действие повести происходит в Городке художников. Прототипом «старухи» послужила старейший член Союза художников СССР, скульптор Нина Ильинична Нисс-Гольдман, занимавшая мастерскую 11 в доме 1.
- «На Верхней Масловке» — фильм 2005 года по одноимённой повести Дины Рубиной, в ролях Алиса Фрейндлих и Евгений Миронов. Снимался непосредственно в интерьерах Городка художников.
- «Рай по заказу» — документальный фильм Ларисы Кичаевой снятый в 2003 году по заказу Первого канала[12]. Фильм рассказывает о жизни художников В. Татлина, Д. Штеренберга, И. Грабаря, А. Пластова, Г. Нисского и других, работавших в Городке.
- «Верхняя Масловка, дом номер девять» — документальный фильм Гурия Атнева, снятый в 2001 году по сценарию Натальи Стыцюк и Дианы Синеокой[13]. В фильме его главный консультант скульптор Игорь Иогансон рассказывает о истории дома.

## Культурная среда
- Во дворах городка художниками Александром Ширниным и Николаем Пророковым в 1995 году была образована московская группа Корабль.